# Schakale der Unterwelt
Schakale der Unterwelt (Originaltitel: Illegal) ist ein US-amerikanischer Kriminalfilm aus dem Jahr 1955 nach einer Geschichte von Frank J. Collins. Der amerikanische Kinostart war am 2. Oktober 1955 in Pittsburgh, Pennsylvania. In die westdeutschen Kinos kam der Film am 5. Juli 1957.

## Handlung
Für den Mord an der jungen Gloria Benson wird ihr Freund Edward Clay angeklagt. Der erfolgreiche Staatsanwalt Victor Scott sorgt für dessen Verurteilung. Am Abend der Hinrichtung erfährt Scott durch seinen Assistenten Ray Borden von einem angeschossenen Räuber, welcher auf dem Sterbebett den Mord an Gloria gestanden hat. Die Hinrichtung des unschuldigen Clays kann Scott nicht mehr verhindern.
Dieses Ereignis wirft Scott aus der Bahn, er stellt seine vergangenen Erfolge in Frage und kündigt seinen Job als Staatsanwalt. Ray und seiner Assistentin Ellen, zu der er ein freundschaftliches Verhältnis hat, rät er nicht nur bei seinem Nachfolger zu bleiben, sondern auch zu heiraten. Aufgrund der negativen Presse und seiner depressiven Stimmung verfällt Scott zunehmend dem Alkohol. Aufgrund einer Schlägerei wird Scott schließlich verhaftet. Bei der Vorverhandlung entdeckt er die Ungerechtigkeit gegenüber einem Angeklagten, dem er schließlich zum Freispruch verhilft. Dadurch bekommt Scott wieder Hoffnung und eröffnet eine Anwaltskanzlei.
Einen ersten Klienten findet Scott in Parker, dem Angestellten einer Privatbank der 90.000 USD unterschlagen hat. Parker hat einen Teil des Geldes beim Pferderennen verloren, möchte aber nicht ins Gefängnis. Scott verhandelt mit Smith, dem Inhaber der Bank, dieser soll auf eine Anzeige verzichten und im Gegenzug 50.000 zurückerhalten. Um Smith davon zu überzeugen, nennt Scott nicht nur den Vertrauensverlust gegenüber Kunden bei Bekanntwerden des Vorfalls, er erwähnt auch das Wissen aus seiner alten Position, dass die Bank zur Geldwäsche des illegalen Spielclubbesitzers Garland dient. Smith ist über den Vorfall nicht erfreut, willigt aber ein, obwohl er erfährt, dass Scott noch 10.000 USD als Honorar einbehalten hat. Smith zeigt Scotts Verhalten gegenüber dem neuen Staatsanwalt Ralph Ford an. In einer Unterredung der drei Männer wird allerdings schnell klar, dass Scott geschickt und gesetzeskonform vorgegangen ist, Smith sich allerdings mit dem Verzicht der Anzeige sogar strafbar gemacht hat.
Garland lässt Parker aus Rache durch seinen Handlanger Andy Garth erschießen und Scott zu sich bringen. Er bietet ihm an, für sich zu arbeiten, was Scott zunächst ablehnt. Als Scott vor Gericht einen mutmaßlichen Giftmörder verteidigt, nimmt er spektakulär und publikumswirksam einen Schluck aus dem Beweisstück, der Giftflasche. Anschließend fährt er zu einem Arzt, um sich den Magen auszupumpen. Dort wird er von Smith und Garland abgefangen, die ihm unterbreiten, dass der Freigesprochene für sie gearbeitet hat und Scott nun wissentlich einem Schuldigen geholfen habe. Damit fügt sich Scott seinem Schicksal und übernimmt Aufträge für die Gangster.
Die Praxis läuft gut, lediglich Ellen wendet sich von Scott ab, da sie sein Handeln nicht versteht. In der Zwischenzeit vermutet Ford einen Informanten aus den eigenen Reihen zum Verbrechersyndikat. Er streut gezielt Falschinformationen und lässt seine Mitarbeiter überwachen. Als Ellen ihren Mann Ray als Verbindungsmann entlarvt, kommt es zum Handgemenge. Als Ray versucht seine Frau aus dem Fenster zu stoßen, erschießt Ellen ihren Mann. In der Folge wird Ellen des Mordes angeklagt. Der Staatsanwalt versucht Ellen in dem Verfahren, als Informantin bloßzustellen, Scott gelingt es nicht schlüssige Beweise vorzulegen. In einer Verhandlungspause fährt er zu Garland und berichtet von dem Prozess. Er schlägt Garland vor Andy zu opfern, indem dieser Ray vor Gericht als Informanten angibt. Andy sieht allerdings nicht ein wegen Beamtenbestechung in das Gefängnis zu gehen. Somit verlässt Scott unverrichteter Dinge Garlands Haus. Dieser schickt Andy hinterher, um den Anwalt umzubringen. Der Anschlag wird von zwei Mitarbeitern der Staatsanwaltschaft knapp verhindert die Scott im Auftrage Fords beschattet haben. Vor Gericht lädt der angeschossene Scott Garlands ehemalige Freundin Angel vor, welche die zahlreichen Anrufe Rays bestätigt und somit Ellens Unschuld beweist.

## Rezeption
Das Lexikon des internationalen Films beschreibt den Film als „perfekten Kriminalfilm mit einer präzisen Milieuzeichnung“ und lobt die großartige Charakterstudie von Edward G. Robinson.
Cinema bewertete den Film als „Unverwüstlichen Nadelstreifen-Oldtimer“.

## Synchronisation
Die deutsche Synchronisation entstand bei der Deutsche Mondial Film, Berlin.
| Rolle         | Schauspieler       | Synchronsprecher    |
| ------------- | ------------------ | ------------------- |
| Victor Scott  | Edward G. Robinson | Bum Krüger          |
| Allen Parker  | James McCallion    | Klaus Havenstein    |
| E.A. Smith    | Howard St. John    | Klaus W. Krause     |
| Edward Clary  | DeForest Kelley    | Christian Marschall |
| Frank Garland | Albert Dekker      | Ernst Konstantin    |
| Ralph Ford    | Edward Platt       | Herbert Weicker     |
| Ray Borden    | Hugh Marlowe       | Peter Pasetti       |
| Richter       | Charles Evans      | Klaus W. Krause     |